# Les Nouveaux Contes d'Amadou Koumba
Le Nouveaux Contes d'Amadou Koumba est un recueil de contes du Sénégal faisant suite aux Contes d'Amadou Koumba, transcrits par Birago Diop d'après les récits du griot Amadou, fils de Koumba, et publiés pour la première fois en 1958.
Léopold Sédar Senghor souligne dans sa préface que Birago Diop « rénove […] en les traduisant en français, avec un art qui, respectueux du génie de la langue française, conserve, en même temps, toutes les vertus des langues négro-africaines. »

## Liste des contes
- L'osOs
- Le Prétexte
- La Roussette
- Le Boli
- Doff-Diop
- Khary Gaye
- Djabou N'Daw
- Samba-de-la-nuit
- Le Taureau de Bouki
- Les Deux Gendres
- Liguidi-Malgam
- Bouki pensionnaire
- La Cuiller sale

## Éditions
- Présence Africaine, 1958
- Présence Africaine, 1967 (format poche)